# Pintassilgo-dos-himalaias
O pintassilgo-dos-himalaias ou pintassilgo-cinzento ('Carduelis caniceps', Vigors 1831) é o parente pobre do pintassilgo-comum Carduelis carduelis, sendo por muitos considerado como uma subespécie daquele pintassilgo, do qual se diferencia pela cabeça cinzenta.

## Descrição
Tem um comprimento médio de 14,5 cm, face vermelha, asas pretas com uma barra amarela como o pintassilgo-comum, corpo predominantemente cinzento, ventre quase branco, cauda preta com bandas brancas.
Sendo granívoro, a base da sua alimentação são as sementes, em especial as de cardo mas também de girassol.

## Distribuição ehabitat
Encontra-se por quase toda a Ásia Central, e regiões limítrofes.
Habita matas, jardins, florestas em regiões de cheias, florestas de montanha de árvores de folha caduca e de coníferas a altitudes que podem chegar aos 2600m. Também se encontra nas cidades e vilas.
Reproduz-se nas montanhas e sopés no leste e sudeste do Cazaquistão. Faz o ninho em árvores (carvalho, ulmeiro, choupo, macieira, pereira, cerejeira, pessegueiro) ou em arbustos (junípero) a uma altura de 1,5m a 20m. A fêmea constrói o ninho com erva seca, cotão de plantas, restos de raízes, pelos e penugem. Põe de 3 a 5 ovos de Abril a Agosto, os ovos são incubados entre 12 e 13 dias. Ambos os pais alimentam as crias que saem do ninho aos 12 dias. As fêmeas fazem geralmente duas posturas por ano.

## Subespécies
- Carduelis caniceps caniceps (Vigors, 1831): Pintassilgo dos Himalaias, também chamado pintassilgo cinzento, não tem negro na cabeça como o pintassilgo comum.
- Carduelis caniceps paropanisi (Kollibay, 1910): Pintassilgo do Turquemenistão, tem o bico maior e  mais curvo que o carduelis caniceps caniceps, é mais claro e mais pequeno. Encontra-se no Iraque, Irão e Afeganistão.[1]
- Carduelis caniceps subulata (Gloger, 1833): Pintassilgo da Ásia Central, semelhante ao carduelis caniceps paropanisi, mas é mais claro e maior.[1]
- Carduelis caniceps ultima: Pintassilgo do Irão, idêntico ao c. c. paropanisi  mas tem o bico maior e mais escuro.